# 呉家麗
呉家麗（キャリー・ン、ン・カーライ、Carrie Ng、Ng Ka-Lai、1963年2月24日 - ）は、香港の女優。

## 経歴
1981年にTVBの俳優養成所を卒業。テレビドラマに多数出演するもパッとせず、TVBとの契約終了後は映画界に軸足を移す。チョウ・ユンファ演じる主人公の気の強い恋人役を演じた『友は風の彼方に』（1986年）で香港電影金像奨の助演女優賞にノミネートされ、これがブレイクスルーとなり演技派女優の道を歩む。アンディ・ラウと共演の『第一繭（原題）』（1990年）で同主演女優賞にノミネート。猟奇映画『香港人肉竹輪』（1993年）で金馬奨の最優秀主演女優賞を受賞する。また薄幸の中年女性を演じた『流星』（1999年）で香港電影金像奨の最優秀助演女優賞を受賞している。

## 出演
- 友は風の彼方に（1986年）
- シティー・オブ・フューリー 野獣たちの挽歌（1988年）
- 大丈夫日記（1988年）
- 血と報復の掟（1988年）
- 実録 狼たちの挽歌（1989年）
- 赤の広場の龍（1990年）
- 痩せ虎とデブゴン（1990年）
- ドラゴン・バーニング（1991年）
- さらば英雄/愛と銃撃の彼方に（1991年）
- 新・愛と復讐の挽歌 ラヴ&デス（1992年）
- ミスティー（1992年）
- 獅子よ眠れ（1992年）
- 香港淫殺倶楽部/ポイズン・ガールズ あぶないカ・ラ・ダ（1992年）
- チャウ・シンチーの熱血弁護士（1992年）
- アンディ・ラウのスター伝説（1993年）
- つきせぬ想い（1993年）
- 香港人肉竹輪（1993年）
- 黒豹天下/ブラックパンサー（1993年）
- バタフライ・ラヴァーズ（1994年）
- カップルズ（1996年）
- 男たちの挽歌 烈火之章（1996年）
- 流星（1999年）
- メデューサ（2000年）
- 金魚のしずく（2001年）
- レッド・ナイト 女処刑人たちの夜（2009年）
- サイレント・ウォー（2012年）
- ラン・アウェイ 香港脱出（2017年）
- ダブルフェイス 潜入者（2019年）